# Síndrome amotivacional
Síndrome amotivacional (do inglês, amotivational syndrome) é supostamente caracterizada como conjunto de sintomas e mudanças sistemáticas no estilo de vida, ambições, motivações e personalidade relacionados ao uso crônico e precoce de cannabis. De acordo com o Manual Diagnóstico e Estatístico de Transtornos Mentais, 5ª edição, A síndrome amotivacional também é definida como a redução de atividades pró-sociais e direcionadas à objetivos em usuários de cannabis, que pode ser observada através de baixo desempenho acadêmico e problemas no trabalho. Em alguns outros estudos, o termo "síndrome amotivacional" é por vezes definido como as manifestações clínicas do desenvolvimento de apatia, desmotivação e redução a capacidade de manater planos de longo prazo, de forma geral, sem atribuir ao uso da maconha.
O termo "síndrome amotivacional" foi originalmente cunhado por David E. Smith (1968) em seu relatório "Acute and Chronic Toxicity of Marijuana" (tradução livre: "intoxicação aguda e crônica de maconha"). Posteriormente, o termo foi repetido e propagado em relatórios e anais de conferencias da área de saúde dos Estados Unidos .

## Evidências e Controvérsias
Alguns estudos consideram que o uso crônico de cannabis pode possuir efeito sobre a motivação dos organismos. O uso crônico e precoce de maconha, por exemplo, demonstra possuir correlação com baixo desempenho acadêmico . Entretanto, correlações não são suficientes para determinar casualidade entre o uso de maconha e a redução de motivação, necessitando de uma abordagem experimental para determinar a casualidade entre as variáveis. Além disso, a terminologia síndrome também é problemática, pois pressupõe a desmotivação como um padrão recorrente nos sintomas apresentados por usuário crônicos de maconha em ambiente clínico, o que não é observado em literatura.
Em um experimento conduzido com macacos rhesus, os animais foram submetidos a uma tarefa onde eles tinham que apertar uma barra para ter acesso a uma pelota de ração com sabor de banana. Todavia, o número de vezes que eles tinham que apertar a barra para conseguir a ração aumentava conforme eles conseguiam mais pelotas de ração. Isto é, da primeira vez que os macacos conseguiram ração, eles tiveram que apertar a barra apenas uma vez; na segunda vez que conseguiram ração, os animais tiveram que apertar a barra duas vezes; e assim por diante. Ao final da sessão, registrou-se o número de vezes que o animal apertou a barra para conseguir uma pelota de ração. Nas sessões seguintes, a cannabis foi administrada para os animais e contatou-se que o número de vezes que o animal apertava a barra para conseguir uma pelota de ração reduzia drasticamente. Os resultados desse experimento, portanto, apontam que a maconha pode ter efeito sobre a motivação do organismo.
Entretanto, não existe consenso a respeito evidências de redução motivação, ou de uma síndrome amotivacional, decorrente do uso de maconha em seres humanos. Estudos transversais da área apontam que a maconha não relação com redução da motivação , enquanto que estudos longitudinais parecem apontar para um possível efeito da maconha sobre a motivação. De toda maneira, a literatura científica sobre o assunto é escassa, a área carece de estudos experimentais. Novamente, ressalta-se que o tema não possui consenso científico e que mais pesquisas precisam ser feitas para que se possa afirmar a existência de uma "síndrome amotivacional" em usuários crônicos de cannabis.